# محمد فوزی (هنرمند)
محمد فوزی (عربی: محمد فوزی؛ تولد: ۱۹۱۸– مرگ: ۱۹۶۶) یک خواننده، آهنگ‌ساز و بازیگر اهل کشور مصر بود. وی سرود ملی الجزایر را تنظیم کرده‌است.